# Uriel Jones
Uriel Jones (13. června 1934 Detroit – 24. března 2009 Dearborn) byl americký bubeník. Počátkem šedesátých let vystupoval s Marvinem Gayem a v letech 1963–1972 byl členem skupiny studiových hudebníků nazvané The Funk Brothers. Díky členství v kapele hrál na mnoho úspěšných nahrávkách řady skupin, mezi které patří například vokální skupina The Temptations. Zemřel na infarkt ve svých čtyřiasedmdesáti letech.